# 向日升
向日升（？—？），號青樠，湖广承天府钟祥县人。

## 生平
万历三十七年己酉科湖廣鄉試舉人，四十一年（1613年）癸丑科進士，授梁山令，调丹徒，迁兵部武库司主事，升兵部员外郎，天啓二年升贵州右参议，分守思仁，时奢安之乱起，安邦彦围困贵阳，贵州巡抚王三善于十二月分兵三路，自将二万人，与监军道参议向日升，副总兵刘超，参将杨明楷、刘志敏、孙元谟、中等由中路，当贼锋，破贼于龙里、毕铺，获安邦彦亲弟阿伦等，遂抵贵阳城下，贼解围去。三年闰十月，三善督同总理鲁钦、总镇马炯、监军道尹伸、岳具仰、向日升等，各领兵渡渭河，贼众溃散，明军抵达安氏老巢大方，安位偕母奢社辉焚大方老巢，窜入火灼堡，贼首安邦彦、奢寅逃匿织金。十一月，录川贵捣巢解围功，向日升加升一级。后王三善陷贼而死，五年正月，贵州总督蔡复一疏题监军参议向日升从旧抚破贼，又运米以济兵食，旧抚颇慰藉之，然非所急也。所监一路军最弱，而所陈说，旧抚辄面折之。日升知军危，而不敢告，载胥及溺，宜与诸臣分罪。然自七月来，臣以板角一路九千馀卒付日升，督理道路，窎远饷，不时继，抚饥疲，冒凶惧，拮据亦勤矣。且与刘超同解围功，超拜大帅，日升未录也，以后日之罪，折前日之功，宜罚旧俸二年，免其戴罪。此后督兵理饷，果有成劳，亦以功论者也。天啓七年升雲南參政，改貴州参政，崇祯二年升陕西右布政使，四年考察去職。